# Route forestière 6
Die Route forestière 6 war eine Straße auf Korsika, die 1854 durch den Décret Impérial 1782 festgelegt wurde. Sie wurde angelegt, um einen der Wälder Korsikas für die Holzwirtschaft zu erschließen. Betrieben durch den Staat, hatte sie den Rang einer Nationalstraße. Die F6 zweigte von der Nationalstraße 198 südlich von Aléria ab und führte nach Vivario. Ihre Länge betrug 45 Kilometer. 1973 wurde sie abgestuft.

## F 6a
Die Route forestière 6A war ein Seitenast der F 6, welcher diese von Maison Pieraggi aus mit der F 10 in Saint-Antoine verband. Ihre Länge betrug 2 Kilometer. 1933 wurde sie neu eingerichtet, 1973 zur Departementsstraße 343A abgestuft.